# Greater Tubatse
Greater Tubatse – gmina w Republice Południowej Afryki, w prowincji Limpopo, w dystrykcie Sekhukhune. Siedzibą administracyjną gminy jest Burgersfort.